# Mitsukazu Mihara
Mitsukazu Mihara (三原ミツカズ, Mihara Mitsukazu, Hiroshima, 17 oktober 1970) is een Japans illustrator. Als cover illustrator voor de eerste acht volumes van Gothic & Lolita Bible oefende zij een grote invloed uit op de gothic lolita modestijl. In 1994 won ze een wedstrijd van het mangamagazine Feel Young met haar manga Keep Those Condoms Away From Our Kids (ゴムのいらない子供たち, "Gomu no Iranai Kodomo-tachi"). Dit debuutverhaal werd later uitgegeven door Shodensha in Mihara's kortverhaalbundel IC in a Sunflower (集積回路のヒマワリ, Shūseki Kairo no Himawari).
Mihara woont in Osaka te Japan.

## Oeuvre

### Manga
- IC in a Sunflower (集積回路のヒマワリ, Shūseki Kairo no Himawari)
(1994–97, Shodensha, 1 volume, ISBN 4396761716)
- Happy Family (カトゥル・カール, Happī Famirī)
(1994–98, Shodensha, 3 volumes)
- Beautiful People (ビューティフルピープル, Byūtifurupīpuru)
(1997–2001, Shodensha, 1 volume, ISBN 4396762585)
- Doll (ドｰル, Dōru)
(1998–2002, Shodensha, 6 volumes; English translation, 2004)
- Haunted House (ホーンテッドハウス, Hōnteddohausu)
(1998–2002, Shodensha, 1 volume, ISBN 4396762887)
- R.I.P.: Requiem in Phonybrian
(1999–2000, 1 volume)
- The Embalmer (死化粧師, Shigeshōshi)
(2002–05, Feel Young, Shodensha, 5 volumes)
- Poison Princess (毒姫, Dokuhime)
(5 volumes; 5th volume; ISBN 4022141212)
- The Twin Souls (たましいのふたご, Tamashii no Futago)
(2006, Shodensha, 1 volume, ISBN 4396763956)

Bron:

### Tekeningverzamelingen
- Alice Addict
- Chocolate

### Kaartenhouder
- Coffin of Fools[5]

- Bibliothèque nationale de France: cb16531324j (data)
- International Standard Name Identifier: 0000 0000 8238 671X
- Library of Congress Control Number: n2005044593
- Bibliotheek van het Japanse parlement: 00555571
- Nationale Bibliotheek van Tsjechië: xx0120132
- Virtual International Authority File: 56019122
- WorldCat: E39PBJwX6mbc3txm7r7WxH8Bfq